# Heteralonia rivulosa
Heteralonia rivulosa är en tvåvingeart som först beskrevs av Becker 1902.  Heteralonia rivulosa ingår i släktet Heteralonia och familjen svävflugor. Inga underarter finns listade i Catalogue of Life.